# Theo Lawrence
Theo Lawrence est un projet solo de soul, blues, country et rock français. Son projet s'appelait à l'origine Theo Lawrence and the Hearts, un groupe catégorisé dans les mêmes genres musicaux, originaire de Gentilly, dans le Val-de-Marne.

## Biographie

### Theo Lawrence and the Hearts (2016—2019)
D'origine franco-canadienne, Theo Lawrence est influencé par Tommy Johnson, Howlin' Wolf et Bo Diddley. Il commence sa carrière musicale avec son groupe nommé Theo Lawrence and the Hearts en publiant en 2016 un double single intitulé Heaven to Me. Il lance son label Gentilly Potion avec Leila Benbouriche. Le groupe se construit autour du leader-compositeur, avec Louis-Marin Renaud puis Thibault Ripault à la guitare, Thibault Rooster à la batterie, Olivier Viscat à la basse et Nevil Bernard au clavier. Ils publient en 2016 un EP de cinq titres intitulé Sticky Icky. En mars 2017, le groupe est présent à la cérémonie des OÜI FM Rock Awards, et devient, dans la soirée, lauréat du BPI (Bureau des Productions Indépendantes). Entretemps, ils entament une tournée jusqu'au 22 avril 2017.
Ils sortent en mars 2018 leur premier album Homemade Lemonade. Pour L'Express, l'album « offre un concentré d'Amérique avec ses morceaux brodés à la soul et rivetés au country-rock ».

### Projet solo (depuis 2019)
Theo Lawrence décide de renommer le groupe à son nom, et se sépare de Thibault Rooster et Nevil Bernard qui sont respectivement remplacés par Bastien Cabezon à la batterie et aux percussions et Julien Bouyssou aux claviers. En octobre 2019, Theo Lawrence publie son premier album solo, Sauce piquante. L'album est enregistré dans le Sud des États-Unis, en Géorgie, avec Mark Neill, ancien producteur des Black Keys. Il est signé sur le label Tomika Records, co-fondé avec Leila Benbouriche, parolière, en 2019.

## Membres

### Membres actuels
- Theo Lawrence — chant, guitare
- Thibault Ripault — guitare
- Bastien Cabezon — batterie
- Olivier Viscat — guitare basse
- Julien Bouyssou — claviers

### Anciens membres
- Louis Marin Renaud — guitare (2015-2018)
- Thibault Rooster — batterie (2015-2019)
- Nevil Bernard — claviers (2015-2019)